# フアン・ベルナト
フアン・ベルナト・ベラスコ（Juan Bernat Velasco、1993年3月1日 - ）は、スペイン・バレンシア州バレンシア県出身のサッカー選手。ラ・リーガ・ヘタフェCF所属。元スペイン代表。ポジションはDF（LSB）、MF。

## クラブ経歴

### バレンシア
バレンシア県クリェーラ出身で、2000年にバレンシアCFの下部組織に6歳で加入した。2011年のプレシーズンでトップチームに帯同し結果を残すと、2011-12シーズンの開幕戦となったラシン・サンタンデール戦に18歳でスタメンとして公式戦デビューを果たした。もともとウイングとしてプレーをしていたが、2013-14シーズンに左サイドバックに転向しレギュラーの座を獲得した。

### バイエルン・ミュンヘン

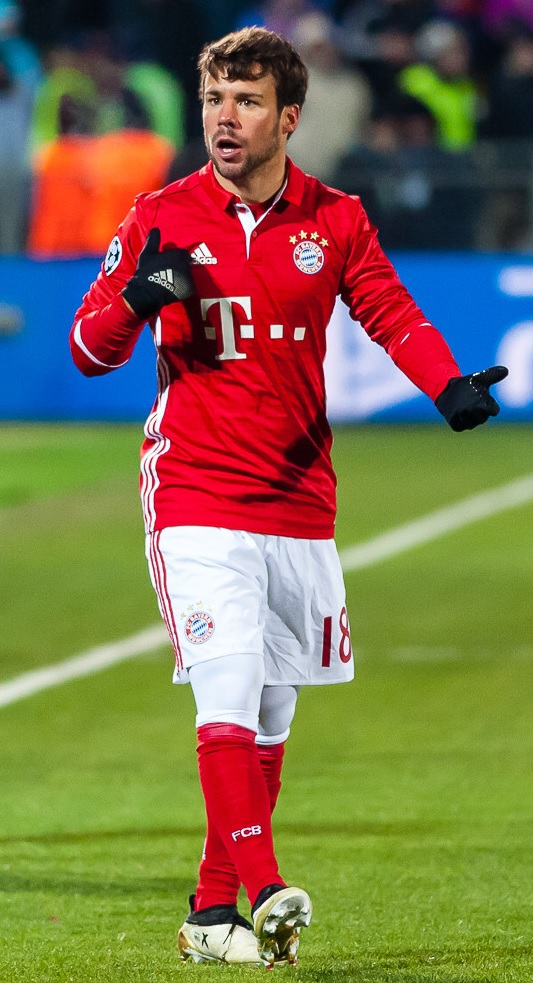
バイエルン・ミュンヘンでのベルナト（2016年）

2014年7月、バイエルン・ミュンヘンに1000万ユーロで移籍した。加入1年目からレギュラーとして活躍すると、2014-15シーズンのブンデスリーガで優勝を果たして自身初のクラブタイトルを獲得した。当初はジョゼップ・グアルディオラ監督の希望でドイツに移籍したものの、彼が退任しカルロ・アンチェロッティ監督が就任して以降はそれまで中盤でプレーすることの多かったダヴィド・アラバが本来のポジションである左サイドバックとして起用されたことにより控えに降格してしまった。

### PSG
2018年8月31日、パリ・サンジェルマンFCに2021年6月30日までの3年契約を結んだ。
加入1年目は主力選手として41試合に出場し、とりわけチャンピオンズリーグのナポリ戦、マンチェスター・ユナイテッド戦で得点を決めるなど印象的な活躍してチームにとって欠かせない選手になった。
2019-20シーズン、UEFAチャンピオンズリーグ準決勝のライプツィヒ戦ではチームの3点目のゴールを決め、クラブ史上初の決勝進出に貢献した。本職のサイドバックのみならずボランチとしても対応し、リーグ戦では18試合に出場して5アシストを記録して4冠を達成した。
2020年9月17日、延期となっていたリーグ開幕節のFCメス戦でベルナトは途中出場するも、右膝の前十字靭帯を断裂する大怪我を負ったため長期の離脱を余儀なくされた。2021年3月にはPSGとの契約を2025年まで延長し、怪我からおよそ1年後の10月にベルナトは復帰したものの、スポルティングCPからレンタルで加入していたヌーノ・メンデスの台頭もあって出場機会は限られた。
2021年3月17日、PSGとの契約を2025年6月30日まで延長。
2023年1月6日、クープ・ドゥ・フランスラウンド64のLBシャトールー戦（3-1）ではリオネル・メッシ、ネイマール、キリアン・エムバペらスター選手が欠場したが、ベルナトはチームの3点目を決めた。

### ベンフィカ
2023年9月1日、SLベンフィカへの期限付き移籍が発表された。しかし、ベンフィカでも怪我を繰り返したため11月から翌年3月まで離脱を強いられ、最終的にベンフィカでは7試合のみの出場に終わった。

### ビジャレアル
2024年8月31日、母国のビジャレアルCFに期限付き移籍。当初はシーズン終了までのローン契約であった。
2025年1月22日、PSGは残り半年であったベルナトとの契約を解除。ランダル・コロ・ムアニのローンを画策するも既に6人の選手をローンに出しており、FIFAの規定を回避するための措置であった。これによってビジャレアルへの完全移籍に移行した。しかし、それから間もない2月3日、双方合意の下にビジャレアルとの契約を解除。

### ヘタフェ
ビジャレアルとの契約解除後に2024-25シーズン終了までの短期契約でヘタフェCFに加入。

## 代表経歴

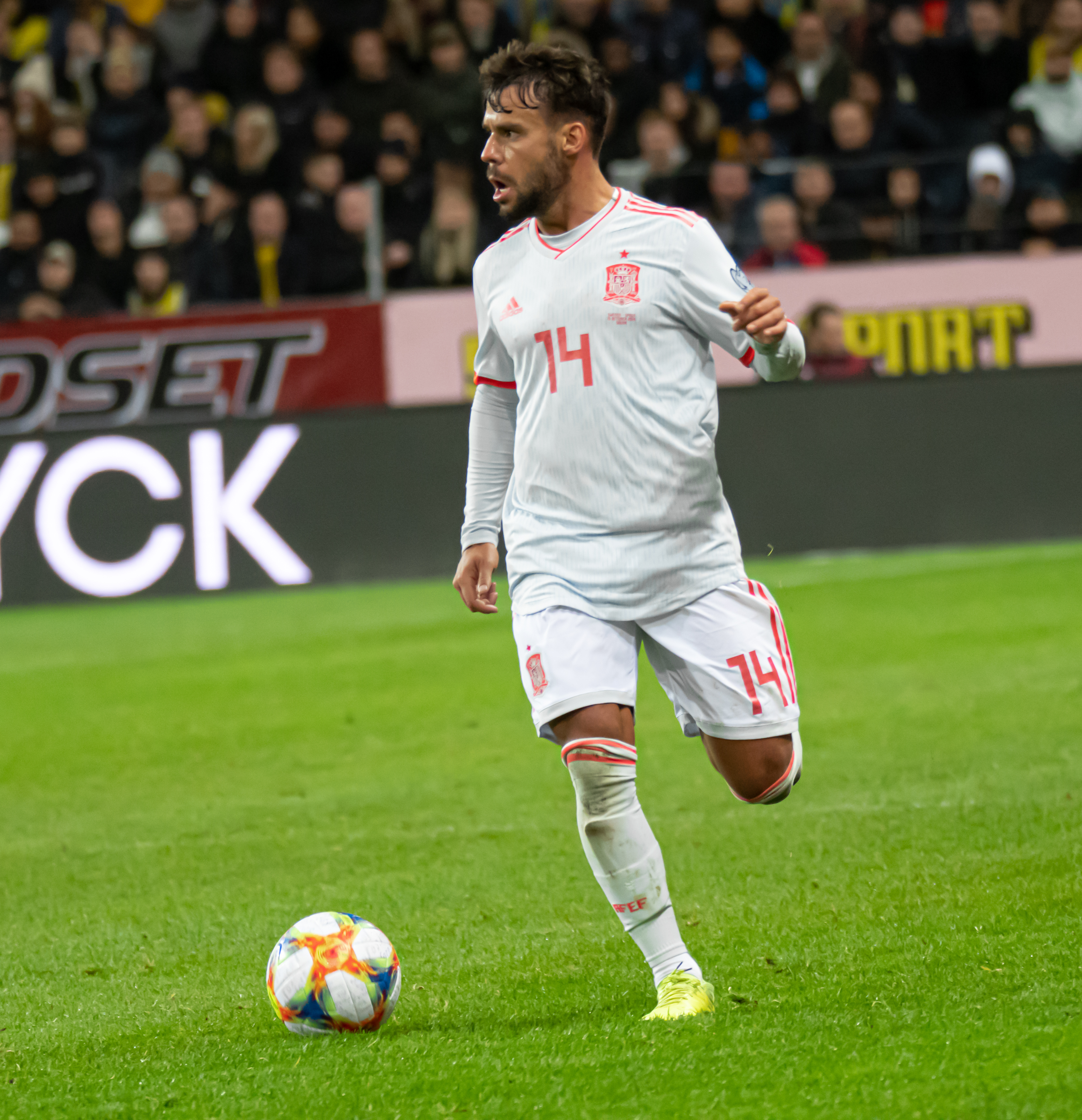
スペイン代表でのベルナト（2019年）

代表レベルでは各年代のスペイン代表に招集された経歴を持ち、2012年にエストニアで開催されたUEFA U-19欧州選手権2012で優勝し、2013年にトルコで開催された2013 FIFA U-20ワールドカップではベスト8に進出した。
2014年10月、UEFA EURO 2016予選のルクセンブルク戦とスロバキア戦に挑むスペインA代表に初招集されると、同年10月13日に行われたルクセンブルク戦で代表デビューを果たし、この試合で代表初ゴールを記録した。
2019年11月18日、UEFA EURO 2020予選・グループF・マルタ戦でジェラール・モレノのゴールをアシストした。
2023年6月2日、ベルナトはルイス・デ・ラ・フエンテ監督によってオランダで開催されるUEFAネーションズリーグ2022-23・決勝ラウンドに向けたメンバーに選出された。ベルナトにとって2019年11月以来の3年半ぶりとなる代表招集であったが、代表チームでのトレーニングキャンプ中に負傷し離脱。ベルナトの代わりにフラン・ガルシアが追加招集された。

## 個人成績

### クラブでの成績
2024年11月01日現在
| クラブ              | シーズン | リーグ         | リーグ | リーグ | カップ戦 | カップ戦 | リーグ杯 | リーグ杯 | 国際大会 | 国際大会 | その他 | その他 | 通算 | 通算 |
| クラブ              | シーズン | ディビジョン   | 出場   | 得点   | 出場     | 得点     | 出場     | 得点     | 出場     | 得点     | 出場   | 得点   | 出場 | 得点 |
| ------------------- | -------- | -------------- | ------ | ------ | -------- | -------- | -------- | -------- | -------- | -------- | ------ | ------ | ---- | ---- |
| バレンシアB         | 2011-12  | セグンダB      | 24     | 7      | 0        | 0        | —        | —        | 0        | 0        | —      | —      | 24   | 7    |
| バレンシア          | 2011–12  | ラリーガ       | 7      | 0      | 1        | 0        | —        | —        | 2        | 0        | —      | —      | 10   | 0    |
| バレンシア          | 2012-13  | ラリーガ       | 12     | 0      | 3        | 1        | —        | —        | 0        | 0        | —      | —      | 15   | 1    |
| バレンシア          | 2013-14  | ラリーガ       | 32     | 1      | 4        | 0        | —        | —        | 13       | 1        | —      | —      | 49   | 2    |
| バレンシア          | 通算     | 通算           | 51     | 1      | 8        | 1        | —        | —        | 15       | 1        | —      | —      | 74   | 3    |
| バイエルン          | 2014–15  | ブンデスリーガ | 31     | 1      | 5        | 0        | —        | —        | 12       | 0        | 1      | 0      | 49   | 1    |
| バイエルン          | 2015-16  | ブンデスリーガ | 16     | 0      | 3        | 0        | —        | —        | 8        | 0        | 0      | 0      | 27   | 0    |
| バイエルン          | 2016-17  | ブンデスリーガ | 18     | 2      | 3        | 0        | —        | —        | 4        | 2        | 0      | 0      | 25   | 4    |
| バイエルン          | 2017-18  | ブンデスリーガ | 11     | 0      | 0        | 0        | —        | —        | 1        | 0        | 0      | 0      | 12   | 0    |
| バイエルン          | 通算     | 通算           | 76     | 3      | 11       | 0        | —        | —        | 25       | 2        | 1      | 0      | 113  | 5    |
| PSG                 | 2018-19  | リーグ・アン   | 25     | 1      | 6        | 0        | 2        | 0        | 8        | 3        | 0      | 0      | 41   | 4    |
| PSG                 | 2019-20  | リーグ・アン   | 18     | 0      | 2        | 0        | 1        | 0        | 10       | 2        | 1      | 0      | 32   | 2    |
| PSG                 | 2020-21  | リーグ・アン   | 3      | 0      | 0        | 0        | —        | —        | 0        | 0        | 0      | 0      | 3    | 0    |
| PSG                 | 2021-22  | リーグ・アン   | 15     | 0      | 1        | 0        | —        | —        | 0        | 0        | 0      | 0      | 16   | 0    |
| PSG                 | 2022-23  | リーグ・アン   | 28     | 1      | 2        | 1        | —        | —        | 5        | 0        | 1      | 0      | 36   | 2    |
| PSG                 | 通算     | 通算           | 89     | 2      | 11       | 1        | 3        | 0        | 23       | 5        | 2      | 0      | 128  | 8    |
| ベンフィカ (loan)   | 2023-24  | プリメイラ     | 3      | 0      | 1        | 0        | 1        | 0        | 2        | 0        | 0      | 0      | 7    | 0    |
| ビジャレアル (loan) | 2024-25  | ラリーガ       | 5      | 0      | 1        | 0        | —        | —        | —        | —        | —      | —      | 6    | 0    |
| 総通算              | 総通算   | 総通算         | 248    | 13     | 32       | 2        | 4        | 0        | 65       | 8        | 3      | 0      | 352  | 23   |

1. 1 2  UEFAヨーロッパリーグ
2. 1 2 3 4 5 6 7 8  UEFAチャンピオンズリーグ
3. ↑  DFLスーパーカップ
4. 1 2  トロフェ・デ・シャンピオン

## タイトル

### クラブ
バイエルン・ミュンヘン
- ブンデスリーガ: 2014-15, 2015-16, 2016-17, 2017-18
- DFBポカール: 2015-16
- DFLスーパーカップ: 2016, 2018

パリ・サンジェルマン
- リーグ・アン: 2018-19, 2019-20, 2021-22, 2022-23
- クープ・ドゥ・フランス: 2019-20
- クープ・ドゥ・ラ・リーグ: 2019-20
- トロフェ・デ・シャンピオン: 2019, 2020, 2022

### 代表
スペイン U-19
- UEFA U-19欧州選手権: 2012

## 代表歴

### 出場大会
- U-17スペイン代表
  - 2010年 - UEFA U-17欧州選手権（準優勝）
- U-19スペイン代表
  - 2012年 - UEFA U-19欧州選手権（優勝）
- U-20スペイン代表
  - 2013年 - FIFA U-20ワールドカップ（ベスト8）

### 試合数
- 国際Aマッチ 11試合 1得点（2014年 - 2019年）[26]

| スペイン代表 | 国際Aマッチ | 国際Aマッチ |
| 年           | 出場        | 得点        |
| ------------ | ----------- | ----------- |
| 2014         | 2           | 1           |
| 2015         | 5           | 0           |
| 2019         | 4           | 0           |
| 合計         | 11          | 1           |

### 代表での得点
| #  | 開催年月日     | 開催地                     | 対戦国         | スコア | 結果 | 試合概要           |
| -- | -------------- | -------------------------- | -------------- | ------ | ---- | ------------------ |
| 1. | 2015年10月12日 | スタッド・ヨジー・バーテル | ルクセンブルク | 4-0    | 4-0  | UEFA EURO 2016予選 |